# Pedro Teixeira Barroso
Pedro Teixeira Barroso (Itapipoca, 12 de março de 1925 - Fortaleza, 04 de junho de 1979), foi um odontólogo, professor e reitor brasileiro.

## Biografia
Nasceu em ltapipoca, Ceará, filho de Hildeberto  Barroso, que  foi chefe político e deputado  estadual, e de Maria Odete Teixeira Barroso. Fez os estudos primários em sua cidade natal e os secundários no Colégio Castelo Branco, de Fortaleza, e no Liceu do Ceará. Formado pela Faculdade de Medicina e Cursos Anexos de Odontologia e Farmácia da Universidade de Pernambuco, em 15 de dezembro de 1948.
Ocupou os cargos de professor universitário e de Diretor da Faculdade de Farmácia, Odontologia e Enfermagem da Universidade Federal do Ceará. Nesta, exerceu as funções de Pró-Reitor de Assuntos Estudantis e de Membro do Conselho Universitário, além de outras. Participou de diversos congressos, simpósios, jornadas, semanas e seminários de caráter odontológico. Como Reitor da Universidade Federal do Ceará, começou a exercer o cargo desde 19 de maio de 1975. ·É autor de diversos trabalhos técnicos de real merecimento. 
Faleceu em Fortaleza, em 04 de junho de 1979, na Casa de Saúde São Raimundo, aos 54 anos de idade, e foi sepultado no Cemitério Parque da Paz.

## Homenagens
- Em Itapipoca, uma escola foi nomeada em homenagem ao reitor.[3]
- Em Itapipoca, uma rua foi nomeada em homenagem ao reitor.[4]
- Em Fortaleza, uma escola foi nomeada em homenagem ao reitor.[5]
- Um Auditório na FFOE foi nomeado em homenagem ao reitor.[6]